# La Neuville-sur-Oudeuil
La Neuville-sur-Oudeuil là một xã thuộc tỉnh Oise trong vùng Hauts-de-France phía bắc nước Pháp. Xã này nằm ở khu vực có độ cao trung bình 175 mét trên mực nước biển.